# Clytocerus africanus
Clytocerus africanus és una espècie d'insecte dípter pertanyent a la família dels psicòdids que es troba a Àfrica: Nigèria.